# Кореферентність
У лінгвістиці кореферентність (англ. coreference) — це явище, яке позначає відношення між назвами (знаковими одиницями), компонентами висловлювання, при якому кілька компонентів відсилають до одного об'єкта позамовної дійсності (референта). Кореферентність не слід плутати із синонімією, яка позначає різні за написанням та звучанням слова з близьким чи ідентичним значенням. Кореферентність, на відміну від синонімії, залежить переважно не від лексичної семантики, а від контексту.
Поняття кореферентності лежить в основі лінгвістичної категорії зв'язності тексту (когезії). Теорія зв'язності, своєю чергою, досліджує синтаксичні зв'язки, які існують між кореферентними одиницями у реченні чи тексті. Із двох кореферентних понять одне зазвичай репрезентуєтться повною формою слова (антецедентом), а інше — його скороченим варіантом для цього контексту. 

## Типи кореферентів

### Анафора
Слово чи фраза, точне уявлення про зміст якого можна отримати з попереднього тексту:
Музика була настільки гучна, що нею неможливо було насолодитися. — тут анафора нею йде після слова музика, яке її визначає (її антецендента).

### Катафора
Слово чи фраза, точне уявлення про зміст якого можна отримати з подальшого тексту:
Якщо вона розсердиться, вчителька вижене нас із класу. — катафора вона передує власному змісту вчителька (її постцедента).

### Розділення антецендентів
Олег та Ігор живуть поруч. Вони ходять до школи разом. — анафора вони має два розділені антеценденти — Олег та Ігор.

### Співвідносні іменникові словосполучення
Деякі наші колеги допомагають іншим коштом власного часу. Такі люди заслуговують на повагу. — Два співвідносні іменникові словосполучення, друге є предикацією першого.